# Make The Girl Dance
Make The Girl Dance ist ein französisches Duo, das elektronische Musik produziert. Es besteht aus Greg Kozo, dem Musiker/Produzenten, und Pierre Mathieu, einem ehemaligen TV-Moderator auf M6, France 2 und Canal+.

## Anfänge
Ihre erste Single, Baby Baby Baby, die im Mai 2009 veröffentlicht wurde, ist ein großer Erfolg, besonders das Musikvideo sorgt für Furore. Das Pariser Elektro-Rock-Duo setzt im Juni 2010 mit dem Titel Kill me und im Oktober mit Wall Of Death nach. Mit nur diesen drei Titeln machen sie eine erfolgreiche Tournee in ganz Europa (Fête de la Musique à Batofar 2010, MTV Party Ostende, in Genf, Social Club à Paris), aber auch in Asien (Korea im April 2010 und Peking, Shanghai und Südkorea im Januar 2011) und Nordamerika (Webster Hall in New York, Belmont in Montreal). Mehr als ihre Titel sind es die kraftvollen und tanzbaren Mixe, die die Band in Clubs beliebt macht.

## Everything Is Gonna Be Ok In The End
Im Oktober 2011 erscheint ihr Debütalbum und gleichzeitig ihre vierte Single Broken Toy Boy. Das Album ist in drei Teile – soft, pop, hard – mit je 4 Liedern aufgeteilt, die durch Zwischenspiele getrennt sind. Auf Laut.de werden die drei Teile von Deborah Katona beschrieben als: "soft, schriller Kaugummipop, harte housige Beats."
1. Hair Addiction (feat. Lisa Li Lund)
2. Breezy
3. The Sand/The Shivers (feat. Marie Flore)
4. South
5. Interlude: Sleeping Daisy
6. Broken Toy Boy (feat. Lisa Li Lund)
7. Kill Me
8. Better Under Water (feat. Krause)
9. Baby Baby Baby
10. Interlude: Spakling Clarence
11. Glocken
12. Encore
13. Rocker 33
14. Wall of Death (feat. Solange La Frange)
15. Tchiki Tchiki Tchiki (feat. Little Barrie) (Bonus-Track)

Die anschließende Tournee 2012 führt sie durch die USA, Südkorea, Japan, Australien, Europa und einen Teil Südamerikas.

## Extraball
Das zweite Album ist Pop und entspannter Electro. Es erschien im Mai 2015, ist komponiert und aufgenommen in Los Angeles, gemischt in Paris und gemastert von Alex Gopher.
Eine Tournee folgt das ganze Jahr über in Frankreich (Paris, Lyon, Angoulème, Bordeaux, Toulouse), aber auch in Tokio, Seoul, Genf, New York, Barcelona, Berlin, Warschau.

## Videos

### Baby Baby Baby
Für ihr erstes Musikvideo zu Baby Baby Baby hat die Gruppe eine 4-minütige Sequenz in einer der belebtesten Fußgängerzonen von Paris gedreht, der Rue Montorgueil im zweiten Arrondissement von Paris. Es zeigt drei junge Mädchen, die nackt um 14 Uhr die Straße entlang gehen, den Song abspielen und dazu singen. Der Clip ist mit 11 Millionen Aufrufe das meistgesehene Video auf Dailymotion im Jahr 2009.

### Kill me
Nach der ersten Single kehrt die Band mit dem Video ihres zweiten Songs Kill Me zurück, der in den USA gedreht wurde. Sie fragten: "Was würden Sie tun, wenn Sie nur noch 8 Tage zu leben hätten?" Das Duo zeigt ihre Antwort: Sie geben das ganze Geld, das ihnen das erste Video (30 000 Dollar) in den USA gebracht hat, in einer Art Roadmovie durch das Land mit Sex, Drogen und Rock ’n’ Roll aus.

### Wall Of Death
Das Video zum dritten Track Wall Of Death zeigt die beiden, wie sie sich eine Ente aussuchen, einfangen, schlachten, rupfen, ausnehmen, braten, essen und dann in einem Club auflegen, wo die Tanzenden in der Dunkelheit der Nacht zu Küken verschwimmen. Obwohl sie bestreiten, dass sie mit dem Video virales Marketing und Kontroversen anstreben, sorgte es für Aufsehen – vor allem in der Entenzuchtbranche. Pierre Mathieu ist überrascht: "Wir wollten nur ein absurdes Video machen, die Geschichte von zwei Typen, die von Paris ins Département Gers gehen, um eine Entenbrust zu bekommen. Wirklich, es ist eine Ode an den Südwesten. Was ich nach meiner Tochter am meisten liebe, ist die Ente. Wenn jemand eine Denunziation sieht, muss er dringend zum Augenarzt gehen. Ich mag das Fleisch, außerdem steht im Video [We love meat]. Ich weiß, dass [das Fleisch] nicht direkt auf dem Teller landet, man sollte nicht heuchlerisch sein."

### Broken Boy Toy
Der vierte Clip Broken Boy Toy ist die Geschichte eines gestörten jungen Mädchens (Deborah Révy), das im Internet Puppen von Greg Kozo und Pierre Mathieu bestellt, sich von Mitgliedern der Gruppe schwanger vorstellt und eine Babypuppe zur Welt bringt.

### Yé Yé (Ooh La La)
Das erste Video vom zweiten Album, Yé Yé (Ooh La La), eröffnet die Tournee. Darin lässt Greg Kozo einen gelben Ball aus Kalifornien zu Pierre Mathieu nach New York springen. Man sieht den Ball durch verschiedene nordamerikanische Orte hüpfen: Los Angeles, El Paso, Dallas, Atlanta, DC, Philadelphia, Boston und New York.

## Diskografie

### Alben
- 2011: Everything Is Gonna Be Ok In The End
- 2015: Extraball

### Singles
- 2009: Baby Baby Baby

## Links
- Website der Band
- Laut.de - Make The Girl Dance